# Talang Denau
Talang Denau is een bestuurslaag in het regentschap Bengkulu Utara van de provincie Bengkulu, Indonesië. Talang Denau telt 272 inwoners (volkstelling 2010).